# يو إف سي 133
يو إف سي 133: إيفانز ضد أورتيز (بالإنجليزية: UFC 133: Evans vs. Ortiz)‏ هو حدث لفنون القتال المختلطة نظمته يو إف سي، أُقيم في 6 أغسطس 2011، على ولز فارجو سنتر في فيلادلفيا، بنسيلفانيا الولايات المتحدة.